# Крајна Бистра
Крајна Бистра (слч. Krajná Bystrá) насељено је мјесто са административним статусом сеоске општине (слч. obec) у округу Свидњик, у Прешовском крају, Словачка Република.

## Становништво
| Година:    | 1994. | 2004.    | 2014.    | 2024.    |
| ---------- | ----- | -------- | -------- | -------- |
| Број људи: | 301   | 335      | 419      | 502      |
| Разлика:   |       | +11,29 % | +25,07 % | +19,80 % |

| Година:    | 2023. | 2024.   |
| ---------- | ----- | ------- |
| Број људи: | 495   | 502     |
| Разлика:   |       | +1,41 % |

Према подацима о броју становника из 2024. године насеље је имало 502 становника.